# 板塊裂谷

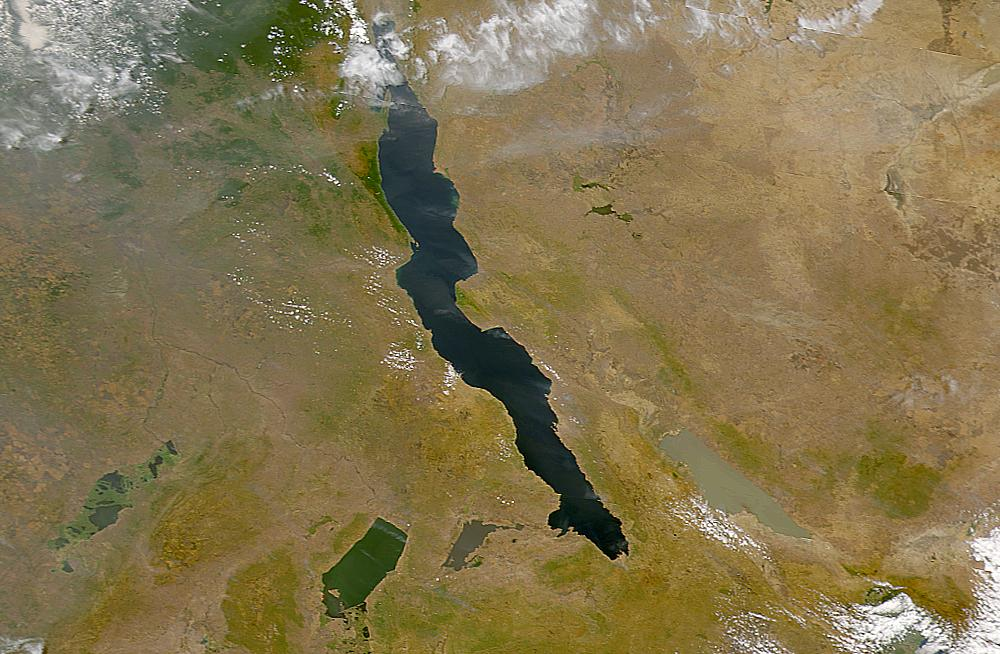
東非裂谷。由左至右：烏朋巴湖、姆韦鲁湖、坦干依喀湖（最大）和魯夸湖。

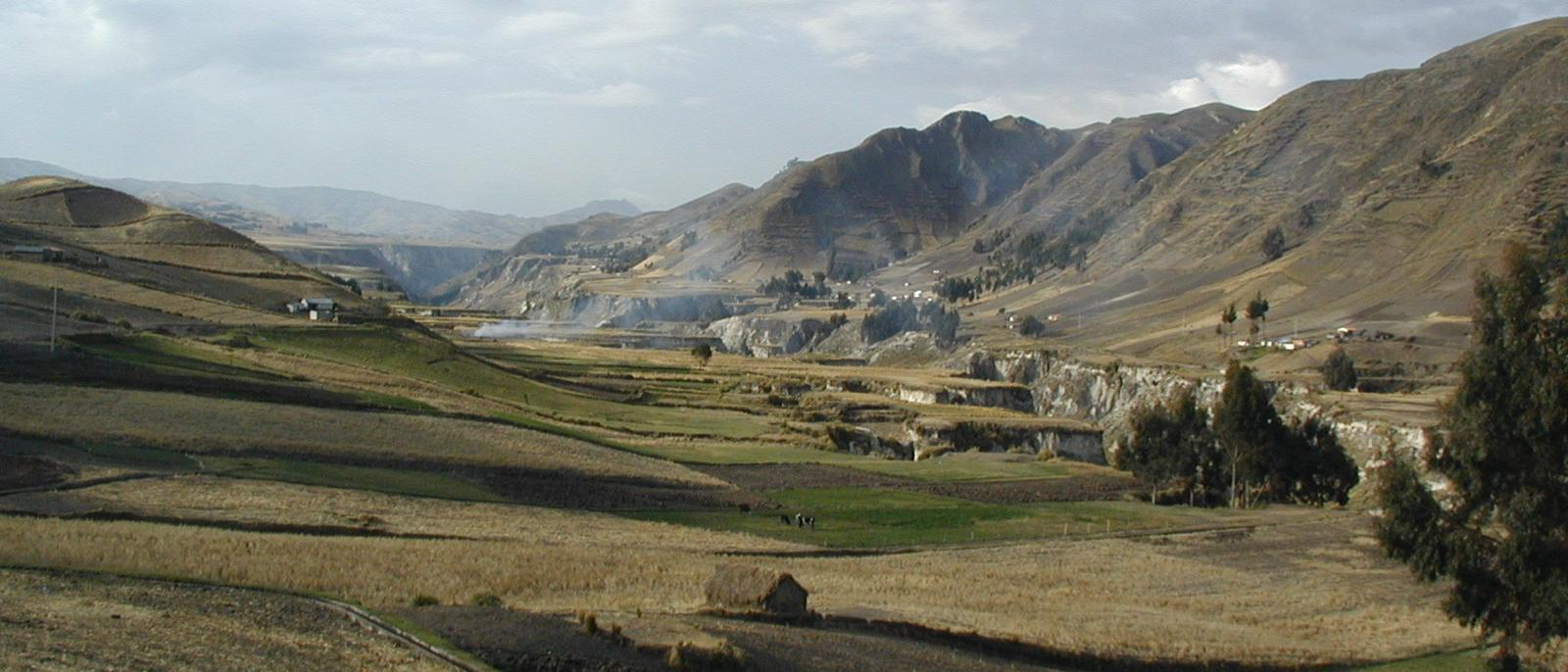
厄瓜多爾基洛托阿附近的裂谷。

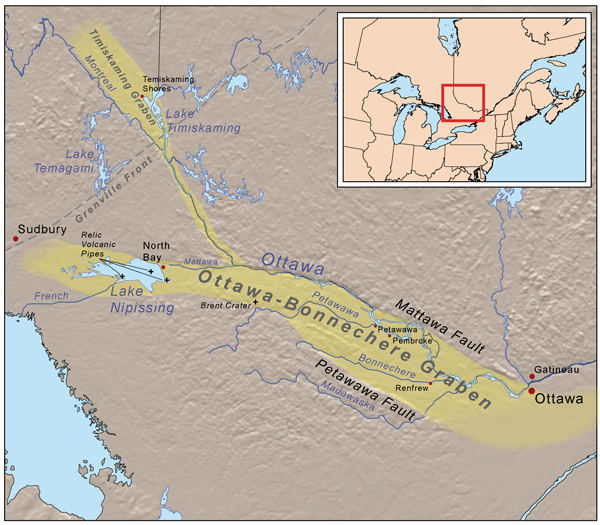
渥太華-博納謝爾地塹

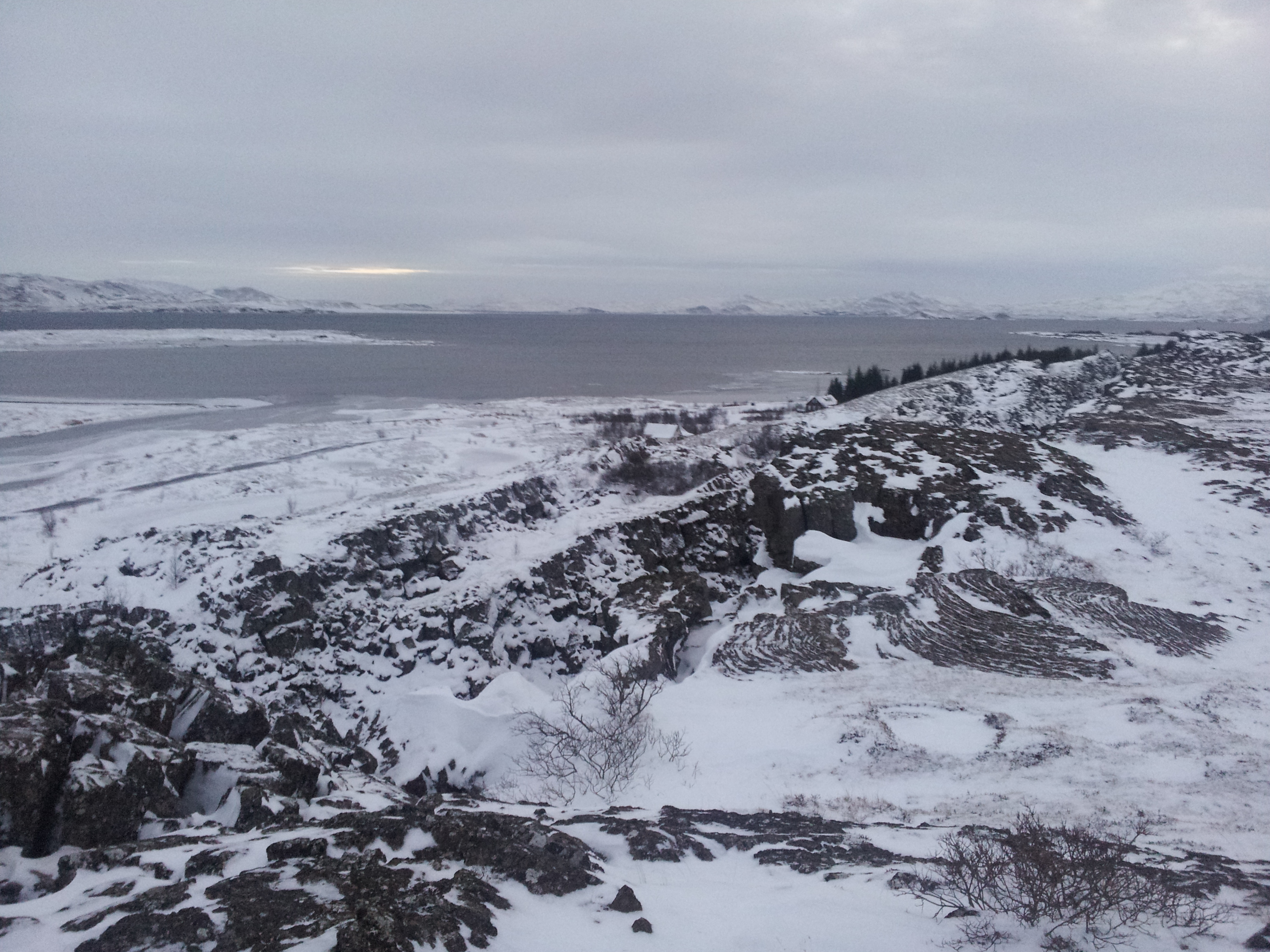
辛格瓦德拉湖

板塊裂谷（英語：rift valley）是岩石圈被拉开而形成的线性伸展构造，通常位於分離板塊邊緣。
典型的裂谷特征是兩測有断陷的洼地，類似地堑。地堑與板塊裂谷不同之處在於規模大小和深度。前者小而淺，只限於地殼上部，而板塊裂谷大而深可達到岩石圈，其轴线区可能包含火山岩，板塊裂谷是板塊分離前的構造運動。板塊裂谷可處於大陆地壳例如東非裂谷及紅海裂谷，或海洋地殼例如洋脊裂谷。
在裂谷开始形成时，岩石圈上部开始形成一序列不相连的正断层，造成孤立盆地。當裂谷繼續成長時，一些短断层會伸延互相連接形成邊界断层。這些邊界断层變成岩石圈的伸展運動的主要活動地區。随着地壳变薄，地球表面下沉，莫霍面相应升高。与此同时，地幔岩石圈变薄，导致软流圈顶部上升。这将高热流带入岩石圈，引起高温至超高温变质作用。产生麻粒岩及其伴生的混合岩和花岗岩，再入侵到裂谷带，而导致裂谷造山運動（英語：rifting orogeny）。